# Pleurothallis cymbisepala
Pleurothallis cymbisepala är en orkidéart som beskrevs av Rudolf Schlechter. Pleurothallis cymbisepala ingår i släktet Pleurothallis och familjen orkidéer. Inga underarter finns listade i Catalogue of Life.